# Fausto Vargas
Fausto Vargas García (nacido el 8 de febrero de 1947 en Atemajac-Jalisco; 22 de octubre de 2022) fue un futbolista mexicano retirado que jugaba en la posición de mediocampista aunque su posición natural era de delantero. Militó en el Club Deportivo Guadalajara, Club San Luis, Unión de Curtidores, Tecos de la UAG.

## Inicios
Fausto Vargas es originario del barrio de La Fábrica en Atemajac, Jalisco en donde empieza a jugar al fútbol a los catorce años con el Club Occidente y a los diecinueve años llega al Club Deportivo Guadalajara donde jugó cuatro temporadas, debutando en un encuentro ante los Cementeros del Cruz Azul que el Rebaño perdería. Después llega a préstamo a los Tuneros del Club San Luis donde permaneció un año, regresando a las Chivas. Al no tener oportunidad como centro delantero que era su posición, se enrola con el Unión de Curtidores, en donde fue titular y goleador en la delantera leonesa, lo cual llamó la atención de otros equipos de la Primera División, siendo contratado por los Tecos de la UAG por cuatro temporadas, y regresar a la Unión de Curtidores para retirarse.
La mayor parte de sus logros los hizo con el Guadalajara, donde lograría ser campeón de liga en la temporada 1969-70, aunque también es recordado porque en esta etapa anotó el primer gol olímpico en el Estadio Jalisco en un encuentro frente al Club América en el clásico nacional. A pesar de esto nunca pudo ser titular en la delantera de las Chivas, cuyo centro delantero titular era El Cabo Javier Valdivia que posteriormente sería uno de los centros delanteros titulares de la Selección Mexicana en la Copa del Mundo de 1970.
Después de estar en Tecos, de haber sido goleador con este equipo, el club decide venderlo a los Jaibos del Tampico, pero rechazó el trato por lo que decide retirarse momentáneamente por un año para recuperar su carta, regresando a Curtidores, pero retirándose a los 33 años debido a lo difícil que fue encontrar trabajo después de ese año perdido, por aparente bloqueo por parte de los dueños de los equipos de la Primera División en no contratarlo a pesar de sus logros como goleador.

### Entrenador
Después de su retiro se dedicó a dirigir a equipos de fútbol, entre ellos el Ayense con el que logró ser campeón de Tercera división mexicana y de Segunda "B", también dirigió por un tiempo al Nacional de Guadalajara.

## Selección nacional
Fue seleccionado nacional con México en 4 encuentros, logrando marcar dos anotaciones, siendo su debut el 3 de agosto de 1975. A pesar de su efectividad en estos partidos, el entrenador de ese tiempo se inclinó por El Alacrán Alfredo Jiménez.

## Anécdota
En la temporada 1974-75 sucedió lo que rara vez ocurre en una Liga de Primera División. La lucha por ser campeón goleador, tenía varios aspirantes: Evanivaldo Castro Cabinho con los Pumas de la UNAM, Juan Carlos Cárdenas El Chango con los Tiburones Rojos del Veracruz, Alfredo Jiménez, El Alacrán con la Pandilla del Monterrey y Fausto Vargas con Unión de Curtidores, siendo campeón de goleo en esa temporada, Cabinho.